# Menderes (Izmir)

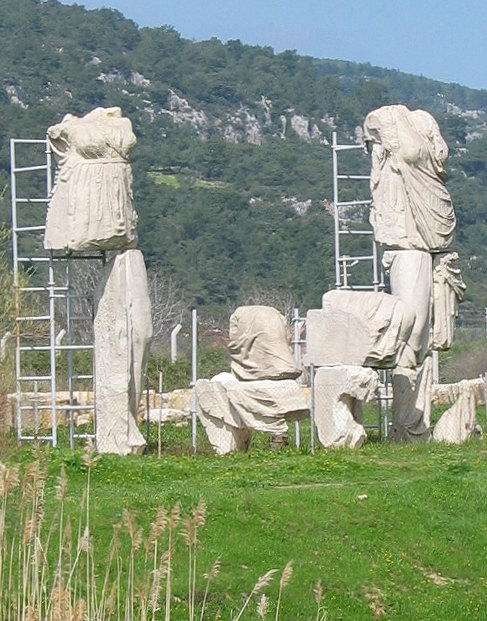
Monumentalfiguren in Klaros

Menderes (früher Cumaovası) ist eine Stadtgemeinde (Belediye) im gleichnamigen Ilçe (Landkreis) der Provinz Izmir in der türkischen Ägäisregion und zugleich ein Stadtbezirk der 1984 gebildeten Büyükşehir belediyesi İzmir (Großstadtgemeinde/Metropolprovinz). Seit der Gebietsreform ab 2013 ist die Gemeinde flächen- und einwohnermäßig identisch mit dem Landkreis.

## Geografie
Menderes liegt etwa 20 Kilometer südlich des Zentrums von Izmir. Menderes ist der zweitgrößte Kreis/Stadtbezirk der Provinz/Büyükşehir, erreicht aber mit seiner Bevölkerungsdichte nur ein Drittel des Provinzwertes von 370 Einw. je km².
Der Landkreis liegt im Süden der Provinz und grenzt im Westen an Seferihisar, im Norden an Karabağlar, Gaziemir und Buca, im Osten an Torbalı und im Südosten an Selçuk. Die südliche Grenze bildet die Bucht von Kuşadası (Kuşadası Körfezi).
Im südlichen Teil des Stadtbezirks liegt der Stausee Tahtalı Barajı. Dessen Abfluss, der Tahtalı Deresi, mündet bei Gümüldür ins Meer. In der Stadt liegt der Flughafen von Izmir (Adnan Menderes Havalimanı). An der Küste im Süden befinden sich mehrere Badeorte.

## Verwaltung
Durch das Gesetz Nr. 3392 wurde der Kreis ebenso wie drei andere Kreise der Provinz Izmir (Beydağ, Buca und Konak) neu gebildet. Vom zentralen Landkreis der Provinzhauptstadt (Merkez Ilçe) wurden hierbei die beiden Bucaks Cumaovası und Değirmendere ausgegliedert und als Kreis Menderes eigenständig, die betraf insgesamt 28 Dörfer (Köy) und die drei Belediye (Gemeinden) Özdere, Gümüşsuyu und Cumaovası. Gleichzeitig wurde Cumaovası nach dem früheren Ministerpräsidenten Adnan Menderes umbenannt und wurde Kreisstadt.
(Bis) Ende 2012 bestand der Landkreis aus der Kreisstadt und 18 Dörfern (Köy) in zwei Bucaks, die während der Verwaltungsreform 2013/2014 in Mahalle (Stadtviertel/Ortsteile) überführt wurden. Die 28 Mahalle der Kreisstadt blieben unverändert bestehen. Durch die Herabstufung der Dörfer zu Mahalle stieg deren Anzahl auf 46. Ihnen steht ein Muhtar als oberster Beamter vor.
Ende 2020 lebten durchschnittlich 2.303 Menschen in jedem dieser ** Mahalle, 9.911 Einw. im bevölkerungsreichsten (Kemalpaşa Mah.).
Die im Stadtlogo/Stadtwappen manifestierte Jahreszahl (1952) dürfte ein Hinweis auf das Jahr der Erhebung zur Stadtgemeinde (Belediye) sein.

## Sehenswürdigkeiten
Im Süden des Landkreises liegt bei Ahmetbeyli das antike Heiligtum von Klaros, etwa 1,5 Kilometer südlich davon an der Küste der dazugehörige Hafen von Notion. An der Straße, die von dort nach Menderes führt, zweigt nach etwa 15 Kilometer ein Weg nach Değirmendere ab, wo am Berg Karaca Dağı die antike Stadt Kolophon lag, für die ebenfalls Notion der Hafen war.